# バースディ・カード
『バースディ・カード』は、1977年2月13日にTBS系列の東芝日曜劇場で放送されたテレビドラマ。制作は北海道放送（HBC）。

## スタッフ
- 脚本：市川森一
- 監督・演出：長沼修
- 音楽：深町純、マーサ三宅

## 出演
- 水谷豊
- 池上季実子
- 花沢徳衛
- 村井洋

他